# ジョン・カーネギー (初代ノースエスク伯爵)
初代ノースエスク伯爵ジョン・カーネギー（英語: John Carnegie, 1st Earl of Northesk、1580年頃 – 1667年1月8日）は、スコットランド貴族。兄に初代サウスエスク伯爵デイヴィッド・カーネギーがいる。

## 生涯
デイヴィッド・カーネギーとユフィーム・ウィームズ（Eupheme Wemyss）の次男として、1580年頃に生まれた。
1611年までに騎士爵に叙された後、1639年4月20日にロアー男爵に、1647年11月1日にエシー伯爵に叙されたが、イングランド王政復古の後の1666年10月25日にノースエスク伯爵の叙爵と引き換えにこれらの2爵位を放棄した。
1654年のクロムウェル恩赦法により、6千ポンド以上の罰金を処された。
1667年1月8日に死去、長男デイヴィッドがノースエスク伯爵の爵位を継承した。

## 家族
1人目の妻はマグダレーン・ハリバートン（Magdalen Haliburton、1650年3月10日没、サー・ジェームズ・ハリバートンの娘）で、2人の間に下記の子女を儲けた。
- デイヴィッド（1679年没） - 第2代ノースエスク伯爵
- ジョン - マーガレット・アースキン（Margaret Erskine、サー・アレクサンダー・アースキンの娘）と結婚、子供あり
- アンナ - 1684年11月8日、パトリック・ウッド（Patrick Wood、サー・ヘンリー・ウッドの息子）と結婚
- マージョリー - 1637年、ジェームズ・スコット（James Scott、サー・ジョン・スコット（英語版）の息子）と結婚。1652年3月26日、ジョン・プレストン（John Preston）と再婚
- ジーン - アレクサンダー・リンジー（Alexander Lindsay、第2代スパイニー卿アレクサンダー・リンジー（英語版）の息子）と結婚、子供なし。1647年8月9日、ジョン・リンジー（John Lindsay）と再婚
- マグダリーン - 1645年2月24日、ウィリアム・グラハム（William Graham）と結婚、子供あり

その後、1652年4月29日にマージェリー・モール（Margery Maule、アンドリュー・モールの娘）と再婚したが、2人の間に子供はいなかった。